# Panorama (Kabátice)
Panorama, nazývaná také Rozhledna Kabátice, je rozhledna v Chlebovicích na úbočí hory Kabátice (601 m n. m.) v okrese Frýdek-Místek v Moravskoslezském kraji asi 5 km od Frýdku-Místku. Stavba probíhala od října 2000 do června 2001 a 29. července byla zpřístupněna. Nedaleko rozhledny se nachází pomník místního básníka Františka Lazeckého.
Celková hmotnost rozhledny činí 14 500 kg. Podnož tvoří kamenná provozní místnost se zdrojem elektrické energie, která je veřejnosti nepřístupná. Zprvu se plánovalo, že rozhledna bude kamenná celá, ale kvůli vysokým financím z tohoto návrhu sešlo.